# Сан-Жуан (Абрантиш)
Сан-Жуан (порт. São João) — район (фрегезия) в Португалии, входит в округ Сантарен. Является составной частью муниципалитета Абрантиш. По старому административному делению входил в провинцию Рибатежу. Входит в экономико-статистический субрегион Медиу-Тежу, который входит в Центральный регион. Население составляет 1850 человек на 2001 год. Занимает площадь 2,27 км².
Покровителем района считается Иоанн Креститель (порт. São João).